# Csikós Mihály (építész)
Csikós Mihály (Szeged, 1955. december 29.) [[Nívó-díjas]] magyar építész. Főleg exkluzív lakóépületek és nagyberuházások fűződnek a nevéhez világszerte de a 90-es evek ismert szórakozóhelyi közül is sok az ö tervezése.

## Életpályája
Katolikus, polgári nagy családban első fiúként született. Édesapja Csikós Mihály (tanár) mérnökember volt. Nagymamája, akinek példájára olajfestéssel kezdett foglalkozni, már fiatal korában támogatta, inspirálta. 1957-ben a család Budapestre költözött, a múzeumok rendszeres látogatója és a budapesti eklektika feltétlen csodálója lett. Közvetlen élménye az építészettel első középiskolai napja volt a patinás Toldy Ferenc Gimnáziumban. Az iskola különleges épülete az első perctől fogva lenyűgözte. A festés mellett a gimnázium színjátszó körében (Toldy Teátrum) írt, rendezett és díszletet tervezett. 
Az érettségi közeledtével Iparművészeti Főiskola volt a legnyilvánvalóbb választás de sikertelen felvételi kedvét szegte. Két évet kihagyva postán majd bőrdíszművesként dolgozott. 1977-ben a Budapesti Műszaki és Gazdaságtudományi Egyetemre nyert felvételt az Építészmérnök szakra. Az egyetemen már megbízásos díszlettervezőként tevékenykedett a kor jeles intézményei (pl. Budapesti Operettszínház) és előadói (pl. Edda) megbízásából. 1981-ben megszületett első gyermeke, Csikós Ádám. 1982-ben diplomázott. Több szabadidős tevékenység (festés, írás, tánckoreográfia, edzősködés (Budapesti Operettszínház) mellett közvetlenül az egyetem után magántervezésbe kezdett. 1984-ben megszületett második gyermeke, Csikós Dóra. 1985-ben a Magyar Építőművész Szövetség rendes tagja.
1987-ben Magyar Építész Kamara alapító tagja. 1990-ben saját irodát alapít. Akkoriban a fő profil a szórakozóhelyek tervezése volt. Az 1997-re már nemzetközi hírnévre szert tett iroda kft.-vé alakul, Csikós Mihály Építészirodája Kft néven. 1998-ban kötött házasságából további 3 gyermeke születik (Csikós Tamás, Csikós Máté, Csikós Mihály). 

## Munkásság

### 80-as évek
Tanulmányai befejeztével folytatta a már diákként megkezdett magántervezői pályát egészen 1988-ig, amikor is felajánlották neki egy kis szövetkezet tervezői részlegének vezetését. Itt tanult bele a kreatív vezetés illetve később a Vezető Tervezői szerepbe.  Ezt a pozíciót 1990-ig töltötte be, majd saját céget indított Architechno Bt. néven.

### 90-es évek
A kortársak munkastílusától éltérően, egyedül végez kreatív tervezői munkát, a cég alkalmazottai a tervek feldolgozásával, műszaki formába öntésével foglalkoznak. Ebben az időszakban a fő profilja a szórakozóhely tervezés volt, bár pár multinacionális cég is a megrendelők közt volt (pl. Levi's). A kor meghatározó szórakozóhelyei kerültek le ebben az időben Csikós Mihály tervező asztaláról,  így például az [[E-klub]], a Night Oil, a Saigon, a Rockokó és a Bahnhof. Az Levi's mellett az Art'z Modell márka üzleteit is ő tervezte.

### XXI. század
2001-ben a 3D-s látványtervezés és a munkák korszerű prezentálása érdekében hozza létre a Csikós Design márkát ami grafikai tervezéssel és média fejlesztéssel egészíti ki a mérnöki tevékenységet legidősebb fia irányításával.
Olyan rendszert dolgoztak ki amiben a mérnöktudományokban járatlan 3D-s munkatársnak is át lehet adni a terv legapróbb technikai reszleteit és az így kapott képek és animációk mérnöki pontosságúak és nem csak egy hangulatot tükröznek hanem a konkrét kivitelezési munkálatokba is elengedhetetlen szerepet töltenek be.
2022-re több mint 1000 megvalósult munka köthető a nevéhez.

## Irányvonalak

### Klasszikus hatás
Az exkluzív megrendelői kör mindig is megkívánta, hogy bizonyos munkák klasszikus, jól behatárolható stílus elemeket tartalmazzanak (barokk, rokokó, modern) kapott jó pár tekintélyes villa megtervezésére. 2004-ben Egy orosz cégcsoport felkérte kizárólagos tervezőjének így elmélyedhetett a klasszikus formákban és a mai trendekkel elegyítve sajátos miliőket hozott létre.

### Ázsiai hatás
1999-ben egy ázsiai befektető csoport számára tervezett Pekingben egy éttermet és a tervezési folyamat részeként párszor meglátogatta a kínai fővárost, ahol az ázsiai kultúra nagy hatással volt rá. Ez nagy hatással volt építészetére és igyekezett a térséget bejárni (Indonézia, Kína, Vietnám, Thaiföld) inspirációt merítve a modern és a klasszikus megoldásokból. Az organikus formák, a mesterséges és természetes környezet harmóniája – különösen indonéziai látogatásai alkalmával – újrafogalmazták az épület szerkezet és díszítési technikák formáit épületeiben. A kert fontossága a tervezésben nagyobb hangsúlyra tett szert. Épület és kert egyensúlya új értelmet kapott.